# Bruce Golding

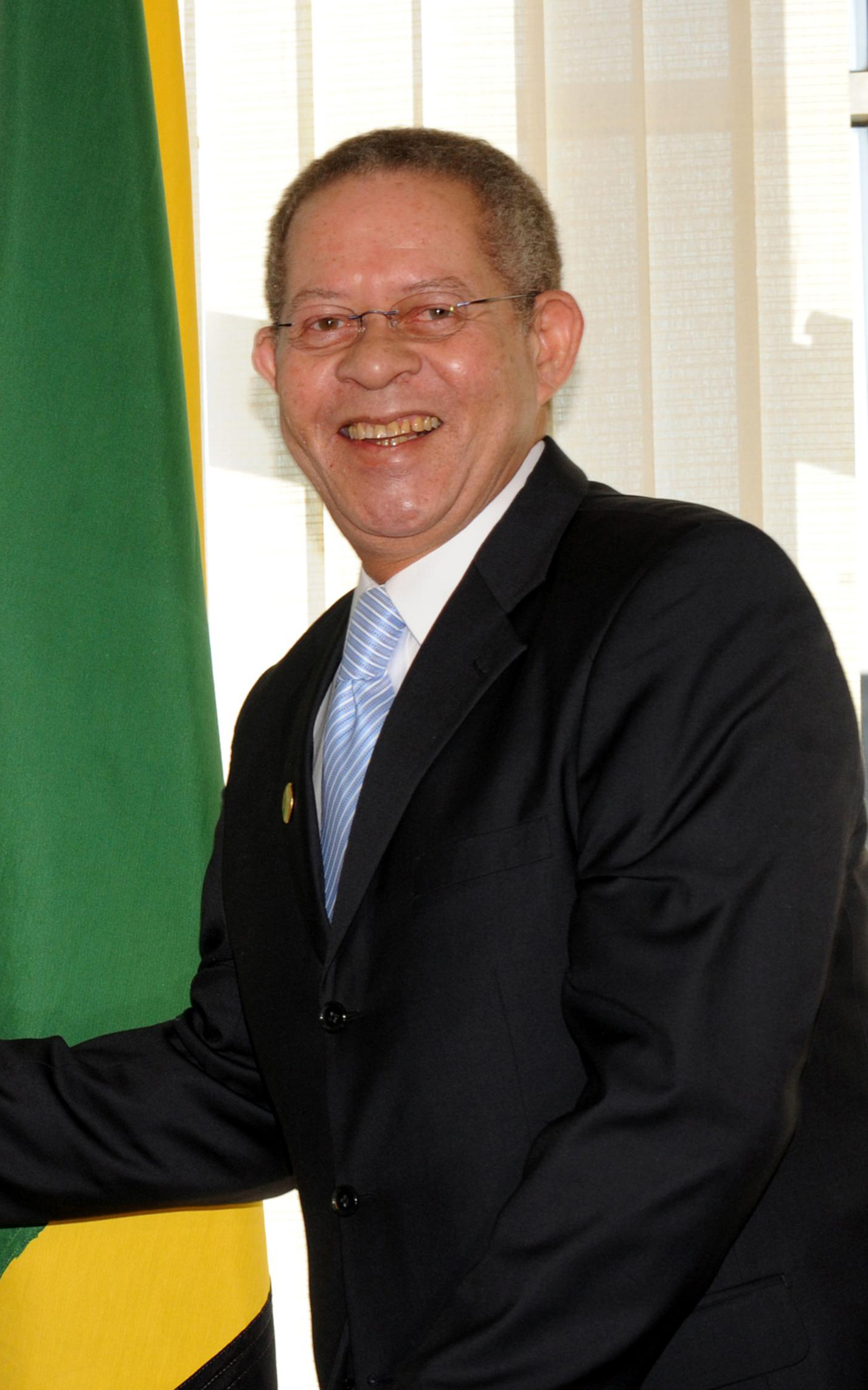
Bruce Golding (2010)

Bruce Golding (* 5. Dezember 1947 in Chapelton im Clarendon Parish auf Jamaika) ist ein jamaikanischer Politiker und Vorsitzender der Jamaica Labour Party (JLP). Er war vom 11. September 2007 bis zum 23. Oktober 2011 Premierminister seines Landes.

## Leben
Golding besuchte die University of the West Indies, die er 1969 mit dem Bachelor in Wirtschaftswissenschaften abschloss. 1972 wurde er zum ersten Mal ins Parlament gewählt. Seinen Wahlkreis, West Saint Catherine, vertrat er dort mit Unterbrechungen 19 Jahre lang. 1980 wurde er zum Senator für die Regierungspartei ernannt und wurde Minister für Bauangelegenheiten. Bei der Wahl im Dezember 1983 konnte er West Saint Catherine wieder für sich und die JLP gewinnen und blieb Minister bis 1989. Seinen Wahlkreis gewann er 1989 erneut und wurde nach der Wahlniederlage seiner Partei deren Sprecher für Wirtschaftsangelegenheiten.
1995 verließ Golding die JLP und gründete das National Democratic Movement, mit dem er bei den folgenden Parlamentswahlen erfolglos antrat. 2002 kehrte er zur JLP zurück und wurde bereits 2003 erneut ihr Sprecher. 2005 wurde er zum Parteivorsitzenden gewählt. Am 3. September 2007 gewann er mit der JLP die Parlamentswahlen und beendete damit die 18-jährige Vorherrschaft der People’s National Party. Am 11. September wurde er von Generalgouverneur Kenneth Hall als achter Premierminister Jamaikas vereidigt.
Vor der Wahl hatte er im April 2006 im Sunday Herald unter der Schlagzeile „No homos!“ erklärt, dass „Homosexuelle keinen Platz in seinem Kabinett“ finden würden, was von verschiedenen Pfarrern und einem Gewerkschaftsführer unterstützt wurde. Während eines Staatsbesuchs in London im Jahre 2008 erklärte er in einem BBC-Interview, dass die jamaikanische Kultur lange Zeit gegen Homosexualität eingestellt sei, er aber glaube, eine Veränderung zu erkennen. Weiter sagte er, dass sein Land sich aber nicht von ausländischen Lobbygruppen Werte aufdrängen lassen werde. Dafür wurde Golding von heimischen LGBT-Aktivisten kritisiert.
Am 25. September 2011 gab er vor dem zentralen Exekutivausschuss der JLP bekannt, dass er auf dem für November 2011 geplanten Parteitag nicht für eine Wiederwahl als Parteivorsitzender bereitstehe und auch vom Amt als Premierminister zurücktreten werde, sobald der Parteitag einen Nachfolger gewählt hätte. Er begründete diesen Schritt mit seinem Alter sowie der Kritik an seiner Person im Zusammenhang mit dem Skandal um das Auslieferungsverfahren des mutmaßlichen Bandenchefs und Drogenhändlers Christopher Coke an die USA. Als die Wahl von Andrew Holness zu Goldings Nachfolger als sicher galt, da für die Wahl zum neuen Parteivorsitzenden keine Gegenkandidaten nominiert wurden, zog Golding seinen Rücktritt als Premierminister auf den 23. Oktober 2011 vor.